# My Friend Irma
My Friend Irma es el debut cinematográfico de la pareja de cómicos formada por Dean Martin y Jerry Lewis.
La película es la adaptación cinematográfica de una radionovela escrita por Cy Howard que se estrenó en 1947 y perduró 7 temporadas. El éxito de la radionovela y de la película propició que esta tuviera una secuela y que se hiciera otra adaptación para la televisión, en forma de sitcom que fue emitida por la CBS entre el 8 de enero de 1952 y el 25 de junio de 1954. Tanto en el cine como en televisión la explosiva rubia Marie Wilson dio vida a Irma (Irma Peterson).

## Argumento
Una secretaria de Nueva York, rubia y muy sexy pero algo tonta, se empeña en ayudar a un par de cómicos amigos suyos a encontrar trabajo.

## Otros créditos
- Color: Blanco y negro
- Productora: Paramount Pictures
- Dirección artística: Hans Dreier
- Montaje: LeRoy Stone
- Sonido: Gene Merritt y Walter Oberst.
- Asistente de dirección: Oscar Rudolph.
- Decorados: Sam Comer y Grace Gregory.
- Diseño de vestuario: Edith Head
- Maquillaje: Wally Westmore
- Peluquería: Nellie Manley